# Jennifer Chandler
Jennifer Chandler (ur. 13 czerwca 1959 w Langdale) – amerykańska skoczkini do wody, złota medalistka olimpijska z Montrealu.
Zawody w 1976 były jej jedynymi igrzyskami olimpijskimi. Zdobyła złoto w skokach z trampoliny trzymetrowej, wyprzedzając Niemkę Christę Köhler i swoją rodaczkę Cynthię Potter. W tej konkurencji zdobyła brąz mistrzostw świata w 1978 oraz zwyciężyła na igrzyskach panamerykańskich w 1975. 
W 1987 została przyjęta do International Swimming Hall of Fame.